# 마이 맨 갓프리
마이 맨 갓프리(My Man Godfrey)는 미국에서 제작된 그레고리 라 카바 감독의 1936년 코미디 영화이다. 윌리엄 파월 등이 주연으로 출연하였고 그레고리 라 카바 등이 제작에 참여하였다.

## 출연

### 주연
- 윌리엄 파월
- 캐롤 롬바드
- 앨리스 브래디

### 조연
- 게일 패트릭
- 유진 팔렛
- 앨런 모우브레이
- 진 딕슨
- 미샤 오어
- 로버트 라이트
- 팻 플라허티

## 제작진
- 의상: 트라비스 밴톤